# Magdalena Kozak (pisarka)
Magdalena Kozak (ur. 1971) – polska pisarka, autorka fantastyki, żołnierka i lekarka.
Pasjonuje się wojskowością: skacze ze spadochronem (ok. 300 skoków), strzela (instruktorka i sędzia strzelectwa sportowego).

## Służba wojskowa
Lekarz wojskowy, specjalista w medycynie ratunkowej, była aeromedykiem w  2 Grupie Poszukiwawczo-Ratowniczej, obecnie służy w stopniu podpułkownika w Wojskowy Instytut Medycyny Lotniczej
W sierpniu 2012 roku prezydent  Bronisław Komorowski odznaczył lek. Magdalenę Kozak Gwiazdą Afganistanu. W 2012 r. ukończyła Wyższą Szkołę Oficerską Wojsk Lądowych.
W dniu 29 lipca 2017 roku została matką chrzestną samolotu Gulfstream G550 "Generał Kazimierz Pułaski".

## Twórczość
Jej debiutem literackim było opowiadanie Nuda opublikowane w sieciowym magazynie "Fahrenheit", którego w latach 2005-2011 była redaktorką. Oprócz tego publikowała na łamach "Nowej Fantastyki", "Science Fiction" oraz "Esensji". Jej debiutem książkowym była powieść Nocarz (o którym w 2009 zespół Closterkeller napisał piosenkę o tym samym tytule), której kontynuację stanowią kolejne powieści Renegat i Nikt (wszystkie były nominowane do Nagrody im. Janusza A. Zajdla odpowiednio za 2006, 2007 i 2008 rok). 24 maja 2017 miała miejsce premiera 4 części przygód Vespera i spółki pod tytułem "Młody". 18 czerwca 2025 będzie miała miejsce premiera 5 części przygód Vespera zatytułowana  "Gracz".

### Powieści
Cykl o Vesperze
- Nocarz, Fabryka Słów, Lublin 2006, ISBN 978-83-7964-080-5
- Renegat, Fabryka Słów, Lublin 2007, ISBN 978-83-7964-081-2
- Nikt, Fabryka Słów, Lublin 2008, ISBN 978-83-7964-082-9
- Młody, Fabryka Słów, Lublin 2017, ISBN 978-83-7964-238-0
- Gracz, WarBook, Ustroń 2025, ISBN 978-83-68264-29-6

Inne
- Fiolet – Bellona, Agencja Wydawnicza RUNA, Warszawa 2010[9], ISBN 978-83-11-12313-7
- Paskuda & Co. – Fabryka Słów, Lublin 2012[10]
- Łzy diabła - Insignis, Kraków 2015[11], ISBN 978-83-7964-595-4
- Minas Warsaw – Fabryka Słów, Lublin 2020[12], ISBN 978-83-7964-573-2

### Opowiadania
Cykl o smoczycy Paskudzie
- Nuda, grudzień 2003, Fahrenheit XXXIII
- Pryszcze, marzec 2004, Fahrenheit XXXVI
- Interes, czerwiec 2004, Fahrenheit XXXIX
- Czarna chmura, lipiec 2004, Fahrenheit XL
- Zbójcy, lipiec 2004, Fahrenheit XL
- Ekonom, wrzesień 2005, Fahrenheit XLVII
- Zapalmy choinkę, grudzień 2005, Fahrenheit XLIX
- Pojedynek, marzec 2006, Fahrenheit LI
- Trubadur, sierpień 2006, Fahrenheit LIV
- Misja niemożebna, listopad-grudzień 2007, Fahrenheit LXI

Inne
- Pędziwiatr, lipiec 2004, Esensja XXXVIII
- Strój, październik 2004, Esensja XL
- miniatura Świeczka, październik 2004, Esensja XL
- Operacja „Faust”, Science Fiction 49
- Świt, styczeń 2005, Fahrenheit XLIV
- Polowanie na jednorożce, styczeń 2006, Nowa Fantastyka
- Nielegalna Krew, Science Fiction, Fantasy & Horror 1
- Cynglarze, Science Fiction 6/2006
- Miasta tysiąca słońc, styczeń 2007, Nowa Fantastyka
- Stoliczek, styczeń 2010, Nowa Fantastyka
- Strasznie mi się podobasz w antologii Strasznie mi się podobasz (2011, Fabryka Słów)
- Um Dabadib, Pismo. Magazyn opinii "Wokół Jutra" wydanie specjalne Nr 1 2021
- Ostatni strzał strachu w antologii Gladiatorzy (2020, Fabryka Słów)

## Nagrody
Pięciokrotnie nominowana do Nagrody Fandomu Polskiego imienia Janusza A. Zajdla, za powieści: Nocarz (2006), Renegat (2007), Nikt (2008), Łzy diabła (2015) oraz opowiadania: Sznurki przeznaczenia (2008) i Strasznie mi się podobasz (2011).
Czterokrotnie nominowana do nagrody Nautilus, za powieści: Nocarz (2006) i Renegat (2007) oraz opowiadania: Operacja „Faust” (2005) i Cynglarze (2006).
W 2016 roku nominowana do Nagrody Literackiej im. Jerzego Żuławskiego za powieść Łzy diabła.